# Вилюйская улица (Москва)
Вилю́йская у́лица — улица на севере Москвы, находится в районе Южное Медведково (Северо-восточный административный округ) между улицей Молодцова и Чермянской улицей. Названа 1 октября 1968 г. по сибирской реке Вилюю и стоящему на ней городу Вилюйску в связи с расположением на северо-востоке Москвы. Находится в промышленной зоне Медведково.

## Предприятия и организации
- Дом 3 — Бетонный завод № 1;
- Дом 4 — Следственный изолятор «ФБУ ИЗ-77/4 УФСИН России по г. Москве» («Медведь»)
- Дом 6 — типография «Растр».

## Галерея

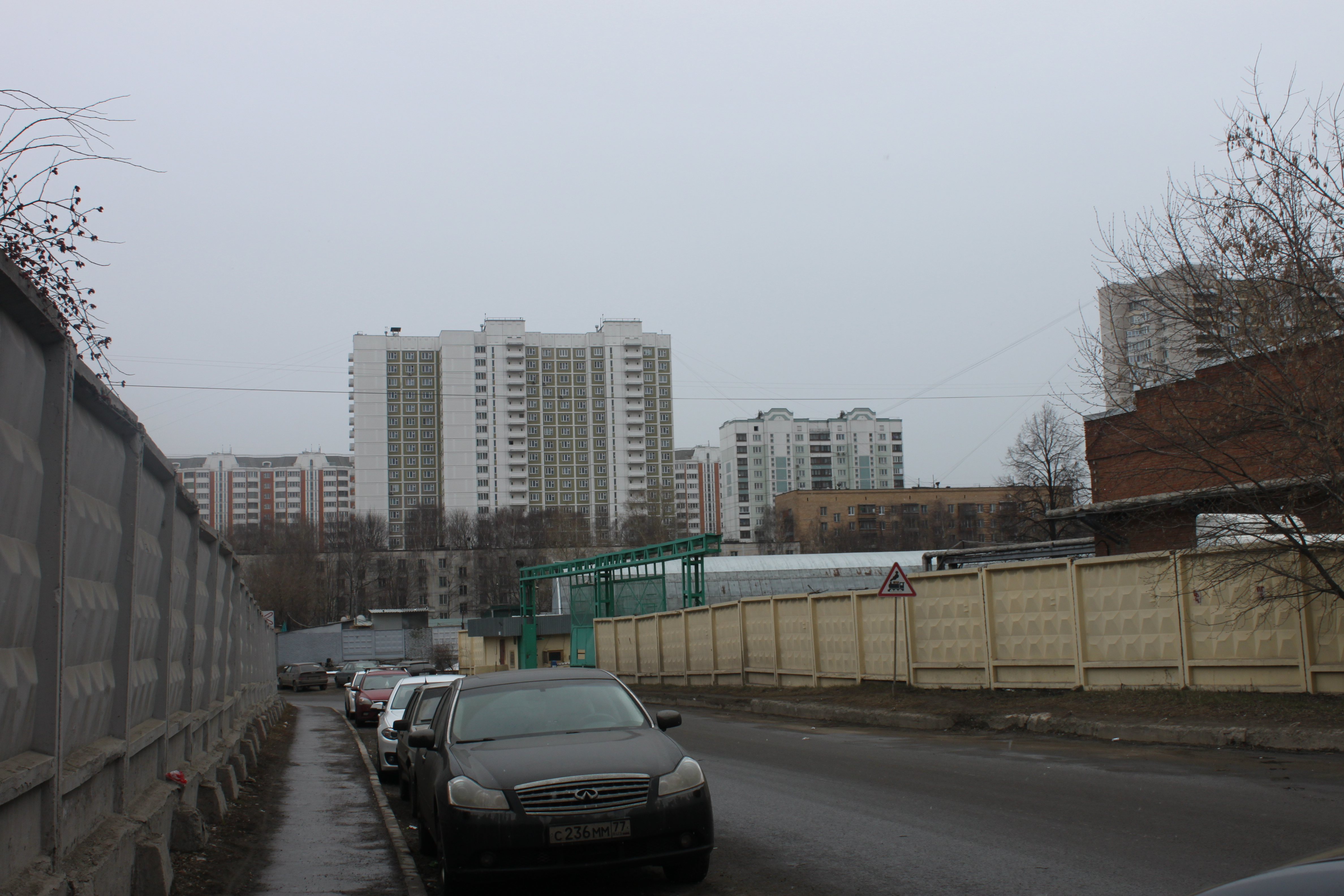
Вид на улицу Молодцова
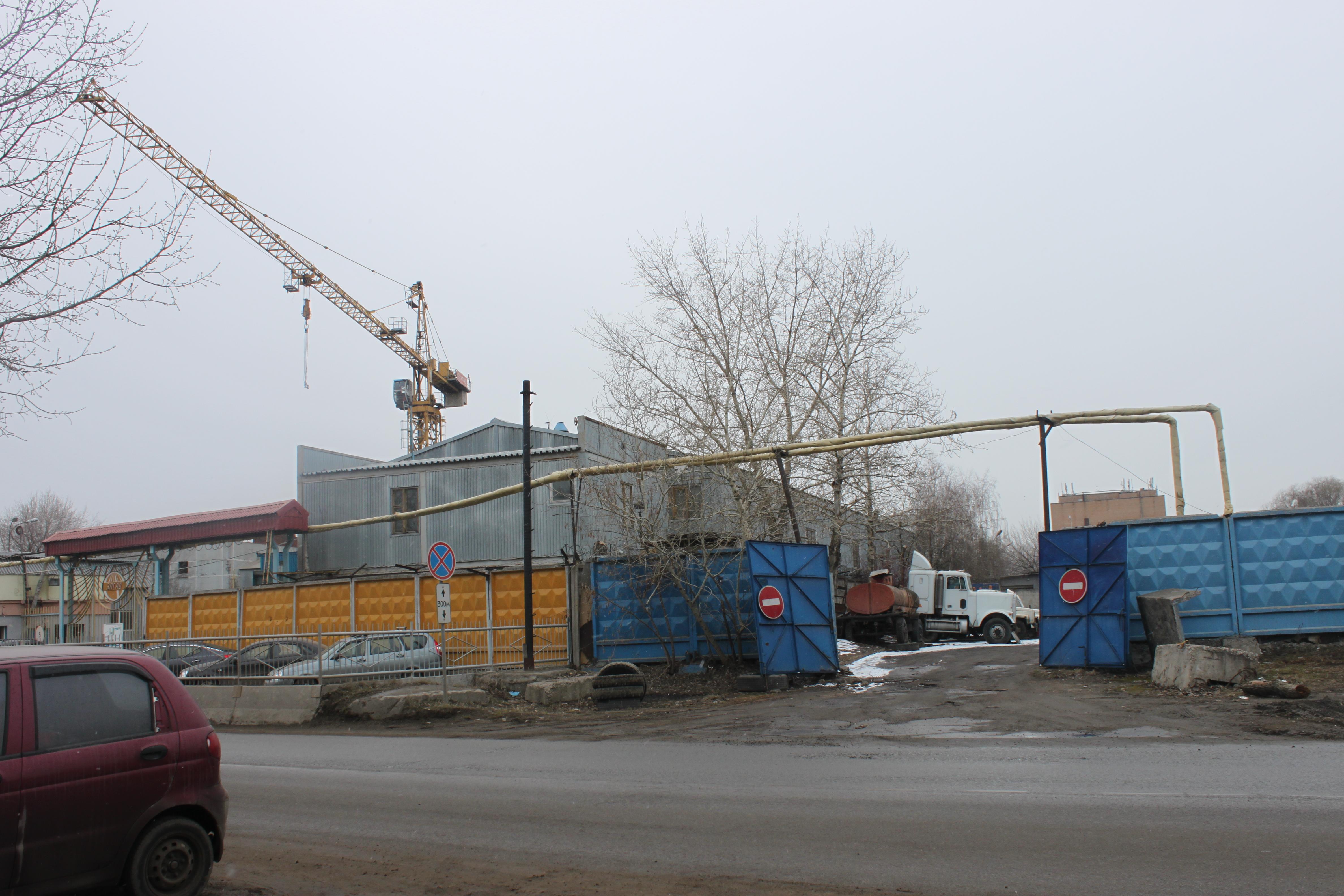
Промзона
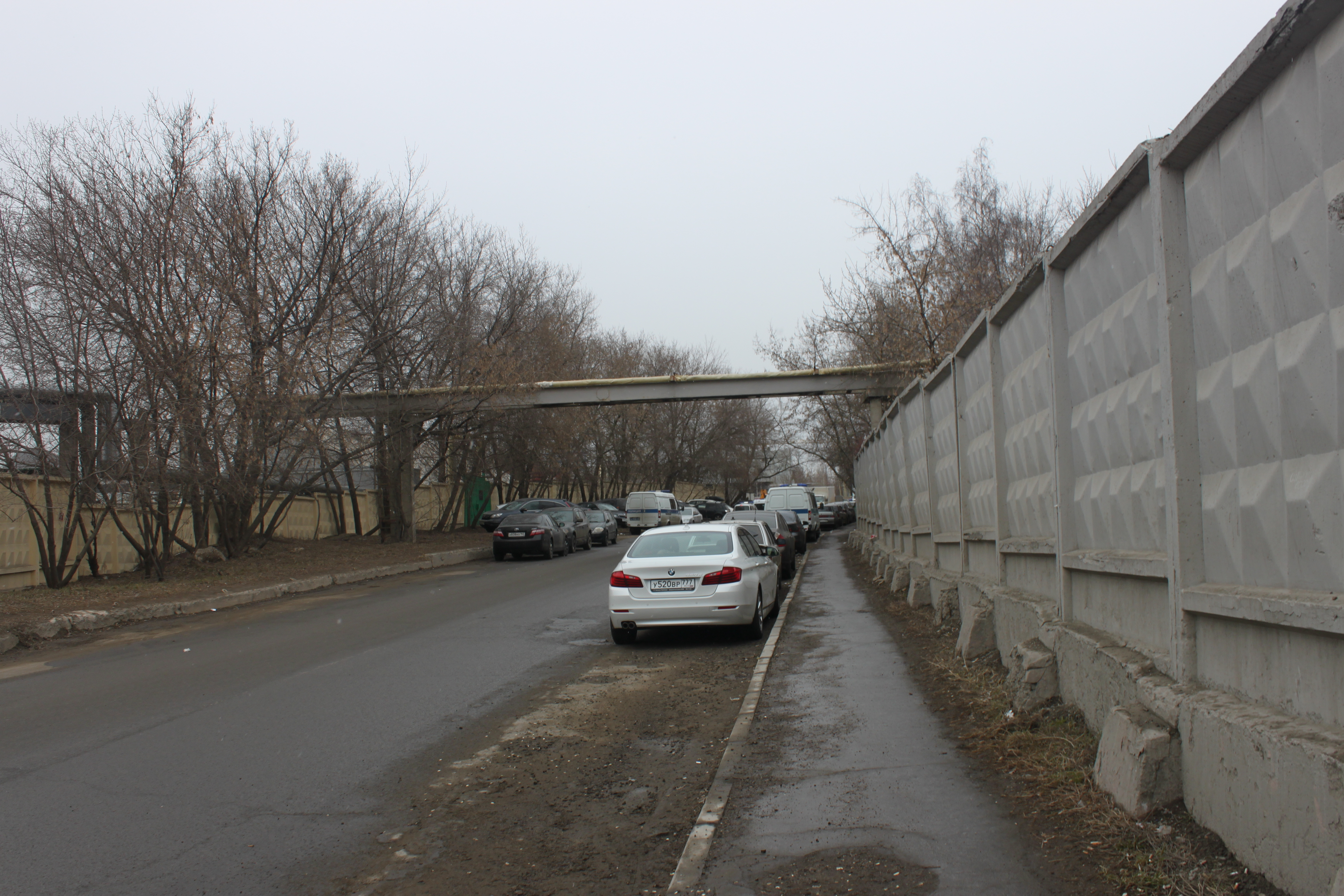
Вид на Чермянскую улицу
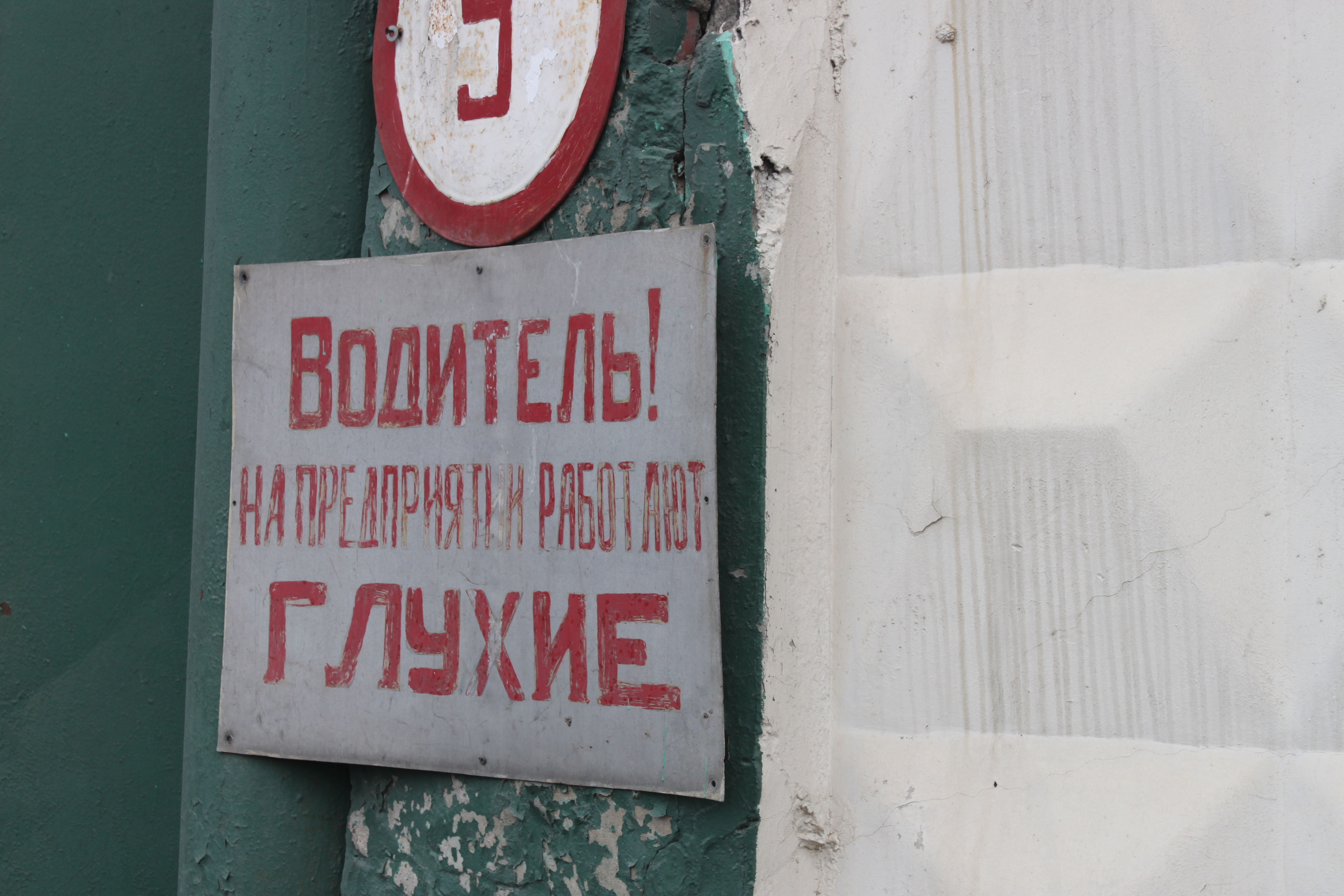
На предприятии работают также глухие